# Viaggio apostolico di Francesco in Kenya, Uganda e Repubblica Centrafricana 2015
Per il suo XI Viaggio Apostolico, Papa Francesco, si è recato in Kenya, Uganda e Repubblica Centrafricana. In Uganda ha presenziato alla cerimonia nel 50º anniversario della canonizzazione dei Santi martiri dell'Uganda. In Repubblica Centrafricana ha aperto la prima Porta Santa del Giubileo straordinario della misericordia.
Si tratta della quarta visita di un Pontefice in Kenya dopo quelle di Giovanni Paolo II nel 1980, nel 1985 e nel 1995
Si tratta della terza visita di un Pontefice in Uganda dopo quelle di Paolo VI nel 1969 e di Giovanni Paolo II nel 1993.
Si tratta della seconda visita di un Pontefice in Repubblica Centrafricana dopo quella di Giovanni Paolo II nel 1985.